# Imre Polyák
Imre Polyák (16. dubna 1932 Kecskemét, Maďarsko – 15. prosince 2010, Budapešť) byl maďarský zápasník, reprezentant v zápase řecko-římském.
Čtyřikrát startoval na olympijských hrách. V roce 1952, 1956 a 1960 vybojoval stříbrnou a v roce 1964 zlatou medaili vždy v pérové váze.
V roce 1955, 1958 a 1962 vybojoval zlato, v roce 1961 a 1963 stříbro na mistrovství světa. Dvanáctkrát vybojoval individuální titul mistra Maďarska, dvakrát byl týmovým národním šampiónem. V roce 1958 a 1962 byl vyhlášen maďarským Sportovcem roku. Po ukončení aktivní sportovní kariéry pokračoval ve svém domovském klubu Újpesti TE jako trenér.